# Cristo delle Vette

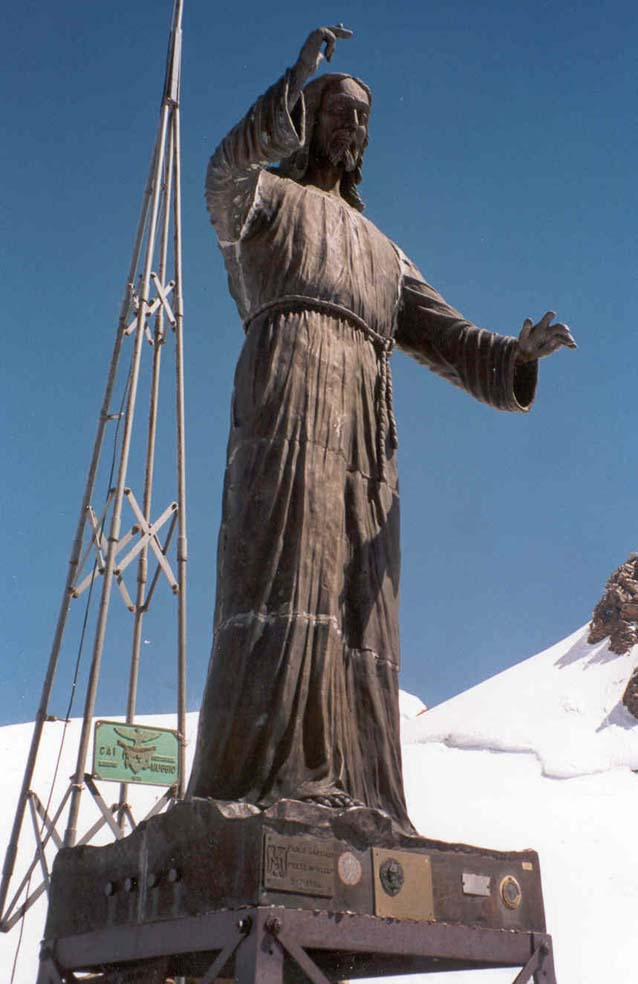
Il Cristo delle Vette

Il Cristo delle Vette (in francese, Le Christ des sommets, in lingua walser Der Christus vom Spétze, in tedesco Der Christus der Gipfel) è una statua di bronzo raffigurante Gesù benedicente posta sulla sommità del Balmenhorn (4167 m), cima che si trova nel gruppo del Monte Rosa.
È stata realizzata dallo scultore torinese Alfredo Bai.

## Storia
Durante la seconda guerra mondiale Alfredo Bai, che era il comandante di una formazione partigiana della Valle dell'Orco, fece voto di erigere su qualche montagna, nel caso fosse tornato a casa vivo, una statua dedicata a Cristo redentore in ricordo dei caduti di tutte le guerre.
Dopo aver trovato i fondi necessari, lo scultore realizzò l'opera a Torino in 11 pezzi separati. Scartata l'idea originale di collocarla sul Cervino per la difficoltà del trasporto ed il relativo costo elevato, si guardò al Monte Rosa. Il Balmenhorn apparve subito come un altare naturale posto a cavallo tra l'Italia e la Svizzera e lì, venne quindi trasportata dagli alpini della Scuola Militare Alpina di Aosta, sotto la guida del capitano Costanzo Picco.
Rimontata in loco, la statua alta 3,60 m e pesante 980 kg, fu inaugurata il 4 settembre 1955 con una cerimonia e la partecipazione di oltre 400 persone.
Tre anni dopo, una piccola riproduzione in bronzo è stata collocata sul braccio verticale della croce di vetta del Cervino.

## Informazioni
Il Cristo delle Vette rappresenta una meta per migliaia di alpinisti, un punto di arrivo o comunque un punto di riferimento ed orientamento, visibile anche da lontano. Tutti coloro che dalla Capanna Giovanni Gnifetti salgono alla Capanna Regina Margherita lo vedono e transitano nelle sue vicinanze.
Presso la statua sorge il Bivacco Felice Giordano.
Nel 2007 la scultura è stata oggetto di un accurato restauro presso la fonderia di Verrès. È stata riportata sulla cima del Balmenhorn nel mese d'agosto dell'anno successivo dopo essere stata esposta a Aosta e a Gressoney-Saint-Jean.
Alla posa del Cristo delle Vette è dedicata una sezione dell'esposizione permanente dell'Ecomuseo Walser di Gressoney-La-Trinité.